# Permeabiliteit (materiaal)
Permeabiliteit (ook wel doorlatendheid of doorlaatbaarheid) is een materiaaleigenschap die beschrijft in welke mate een vaste stof een andere stof doorlaat. De permeabiliteit van een materiaal verschilt per door te laten stof. Indien een materiaal een andere stof niet doorlaat heet het materiaal voor die stof impermeabel.
De eenheid van permeabiliteit is de darcy, meestal gemeten in millidarcy of mD (1 darcy ≈ 10−12 m²). De wet van Darcy beschrijft stroming van stoffen en daar is de permeabiliteit van afgeleid.
Scheikundig kan permeabiliteit worden gebruikt om een mengsel te scheiden over een membraan. Het membraan zal de stof met een hoge permeabiliteit doorlaten, terwijl de stof met lage permeabiliteit wordt opgevangen.
In de textielindustrie wordt ook gebruik gemaakt van de eenheid schmerber om de waterdichtheid van kledij uit te drukken.

## Permeabiliteit van gesteente
In de geologie, hydrologie en bodemkunde wordt de permeabiliteit van gesteente om vloeistoffen door te laten bestudeerd. Het is belangrijk voor de stromingseigenschappen van olie- en gas in reservoirs en grondwater in aquifers. 
De permeabiliteit van gesteente kan erg verschillen. Hoewel er een verband is tussen porositeit en permeabiliteit, zijn niet alle poreuze gesteenten ook hoog-permeabel en vice versa. Een poreus gesteente waarin de poriën nauwelijks ruimtelijk met elkaar verbonden zijn, heeft een relatief lage permeabiliteit, terwijl een gesteente met weinig poriënruimte maar goede onderlinge verbinding tussen de poriën toch relatief permeabel is. Een tabel met verschillende waardes van de permeabiliteit is hieronder gegeven.
Permeabiliteitswaardes (κ) zoals ze in de natuur voorkomen

| Relatieve Permeabiliteit                     | Permeabel                    | Permeabel                    | Permeabel                            | Permeabel                            | Semi-Permeabel                       | Semi-Permeabel                   | Semi-Permeabel                   | Semi-Permeabel                   | Impermeabel                      | Impermeabel                 | Impermeabel                 | Impermeabel                 | Impermeabel                 |
| Ongeconsolideerd zand & grind                | Goed gesorteerd grind        | Goed gesorteerd grind        | Goed gesorteerd zand of zand & grind | Goed gesorteerd zand of zand & grind | Goed gesorteerd zand of zand & grind | Zeer fijn zand, silt, löss, leem | Zeer fijn zand, silt, löss, leem | Zeer fijn zand, silt, löss, leem | Zeer fijn zand, silt, löss, leem |                             |                             |                             |                             |
| Ongeconsolideerde klei & organisch materiaal |                              |                              |                                      |                                      | turf                                 | turf                             | Gelaagde klei                    | Gelaagde klei                    | Gelaagde klei                    | Zware / niet verweerde klei | Zware / niet verweerde klei | Zware / niet verweerde klei | Zware / niet verweerde klei |
| Geconsolideerde gesteenten                   | Gesteente met veel fractures | Gesteente met veel fractures | Gesteente met veel fractures         | Gesteente met veel fractures         | Reservoir gesteente                  | Reservoir gesteente              | Reservoir gesteente              | Zandsteen                        | Zandsteen                        | Kalksteen1, dolomiet        | Kalksteen1, dolomiet        | Graniet                     | Graniet                     |
| κ (cm²)                                      | 0,001                        | 0,0001                       | 10−5                                 | 10−6                                 | 10−7                                 | 10−8                             | 10−9                             | 10−10                            | 10−11                            | 10−12                       | 10−13                       | 10−14                       | 10−15                       |
| κ (millidarcy)                               | 10+8                         | 10+7                         | 10+6                                 | 10+5                                 | 10.000                               | 1.000                            | 100                              | 10                               | 1                                | 0,1                         | 0,01                        | 0,001                       | 0,0001                      |

1 Kalksteen, vooral als het verbrokkeld is, kan een (permeabel) reservoirgesteente zijn. Dit komt veel voor in het Midden-Oosten, bijvoorbeeld in het Iraanse Zagros-gebergte.